# Microformat
Un microformat (a volte abbreviato con μF o uF) è una parte di mark up che consente espressioni semantiche in una pagina web HTML (o XHTML). Ciò è possibile sfruttando gli attributi (X)HTML class, rel, rev.
Tramite i microformat, i programmi possono estrarre i dati semantici presenti in una pagina web. I microformat permettono infatti di creare codice (X)HTML leggibile dai programmi (come per i dati in formato XML o RDF) ma continuando a garantire un'elevata comprensibilità da parte delle persone. In altre parole, le pagine web create sfruttando i microformat permettono ai programmi di esaminarne i contenuti e di utilizzare le informazioni ivi contenute. Ad esempio, attraverso il microformat hCard, specifico per la descrizione delle persone, il browser può facilmente riconoscere, all'interno di una pagina web, l'indirizzo e-mail o il numero di telefono dei contatti presenti nella pagina, in modo da poterle trasferire velocemente nella rubrica.

## Esempi
Per esempio, si consideri l'informazione sui contatti
```
 
<div>

   
<div>
Joe
 
Doe
</div>

   
<div>
The
 
Example
 
Company
</div>

   
<div>
604-555-1234
</div>

   
<a
 
href=
"http://example.com/"
>
http://example.com/
</a>

 
</div>

```

Con il microformat hCard, diventa:
```
 
<div
 
class=
"vcard"
>

   
<div
 
class=
"fn"
>
Joe
 
Doe
</div>

   
<div
 
class=
"org"
>
The
 
Example
 
Company
</div>

   
<div
 
class=
"tel"
>
604-555-1234
</div>

   
<a
 
class=
"url"
 
href=
"http://example.com/"
>
http://example.com/
</a>

 
</div>

```

Dove il nome formale (fn), organizzazione (org), numero di telefono (tel) e l'indirizzo url sono stati identificati usando classi specifiche; tutto il codice inoltre è incluso in un elemento con l'attributo class="vcard".
In questo modo è possibile per il software, per esempio un plugin del browser, estrarre queste informazioni e trasferirle ad altre applicazioni, per esempio una rubrica.

## Microformat specifici
Vari microformats sono stati sviluppati per abilitare il markup semantico di particolari tipi di informazioni.
- hAtom (hAtom spec) - per il marking up dei feed Atom all'interno dell'HTML
- hCalendar (hCalendar spec) - per appuntamenti
- hCard (hCard spec) - per informazioni relativi ai contatti; include:
  - adr (adr spec) - per indirizzi postali
  - geo (geo spec) - per coordinate geografiche (latitudine;longitudine)
- hReview (hReview spec) - per rassegne
- hResume (hResume spec) - per rassegne o CVS
- rel-directory (rel-directory spec) - for distributed directory creation and inclusion
- rel-nofollow, an attempt to discourage 3rd party content spam (e.g. Spam in blogs).
- rel-tag (rel-tag spec) - for decentralized tagging (Folksonomy)
- xFolk (xFolk spec) - for tagged links
- XFN - per relazioni sociali
- XOXO - for lists and outlines

### Microformat proposti
Tra i molti microformat proposti (link in inglese), i seguenti sono stati quasi del tutto ultimati:
- (EN)  citation - per citare le fonti;
- (EN)  currency - per indicare quantità in denaro;
- (EN)  geo extension - per luoghi posti su corpi celesti;
- (EN)  species - per i nomi delle specie di esseri viventi.

## Uso dei microformat
I microformat sono supportati per Firefox dai componenti aggiuntivi Operator o Tails, e la versione 3 del browser Firefox includerà nativamente un supporto per i microformat. Anche con Internet Explorer o Safari è possibile utilizzarli tramite i bookmarklet, ossia delle piccole applicazioni JavaScript contenute in un URL che può essere memorizzato come segnalibro nel proprio browser o come link in una pagina web. Microsoft ha espresso il desiderio di incorporare i microformat nelle versioni future dei suoi programmi, come altre società produttrici di software.
Dal 2009 Google ha gradualmente integrato i microformat nei suoi servizi web.
Nel 2011 Facebook ha iniziato ad utilizzare hCard e hCalendar nelle pagine di Facebook Events.

## Creazione dei microformat
Molti dei microformat esistenti sono stati creati al microformat wiki e nella mailing list associata. Altri microformat (come rel=nofollow, unAPI e rel=pavatar) sono stati proposti e sviluppati indipendentemente.

## Testi di riferimento
Segue un elenco di alcuni testi che documentano i microformat:
- (EN)  Microformats: Empowering Your Markup for Web 2.0 Archiviato l'8 aprile 2007 in Internet Archive. di John Allsopp Friends of Ed, ISBN 978-1-59059-814-6, March 2007
- (EN)  Hacking RSS and Atom di Leslie M. Orchard Wiley, ISBN 0-7645-9758-2, 2005
  - (EN)  Source code for the hCalendar scripts from the book - si cerchino i file il cui nome inizia per ch18.
- (EN)  Web Design In A Nutshell, Third Edition di Jennifer Niederst Robbins. O'Reilly Media, ISBN 0-596-00987-9, 2006
  - (EN)  Il testo seguente ha un capitolo introduttivo sui microformat, si veda anche (EN)  Web Design in a Nutshell, Third Edition.
- (EN)  Using Microformats di Brian Suda ISBN 0-596-52817-5, 2006
  - (EN)  Questo è un e-book in formato PDF, e fa parte della serie "Short Cuts" di O'Reilly.
- (EN)  HTML Masterydi Paul Haine, Friends of Ed, ISBN 1-59059-765-6, 2006
  - Capitolo 5, pag. 117-154: Purpose Built Semantics: Microformats and Other Stories.